# Ойкина, Зоя Николаевна
Зоя Николаевна Ойкина (24 октября 1951, Романовский район, Саратовская область — 2 апреля 2023, Саратовская область) — российский политический деятель, депутат Государственной думы второго созыва.

## Биография
Работала председателем колхоза в Романовском районе.
В 1990—1993 годах — народный депутат РФ, член Совета Национальностей Верховного Совета РФ, секретарь Комиссии Совета Национальностей по репрессированным и депортированным народам, член фракции «Россия», принимала участие в работе фракции «Аграрный союз»

### Депутат госдумы
Депутат Государственной Думы Федерального Собрания РФ второго созыва (1995—1999), была членом Аграрной депутатской группы, членом Комитета по Регламенту и организации работы Государственной Думы.
Орден Трудовой славы III степени на основании Указа Президиума Верховного Совета СССР от 23.12.1976 г.
Орден Трудового Красного Знамени на основании Указа Президиума Верховного Совета СССР от 29.08.1986 г.
Скончалась 2 апреля 2023 года в Саратовской области.